# جورجو آریانی
جورجو آریانی (ایتالیایی: Giorgio Ariani؛ ‏ ۲۶ مه ۱۹۴۱ – ۵ مارس ۲۰۱۶) کمدین و بازیگر اهل ایتالیا بود.
از فیلم‌ها یا برنامه‌های تلویزیونی که وی در آن نقش داشته‌است می‌توان به پیرینو، آفتی برای رهایی و پینوکیو اشاره کرد.